# Röwa
Röwa war ein Modelleisenbahnhersteller aus Unterensingen am Neckar, der zunächst im Auftrag von Trix fertigte, später seine Produkte dann unter eigenem Namen vermarktete. Das Unternehmen firmierte zunächst als Röwa Plastic GmbH, später als Röwa Modelleisenbahnen GmbH. Bekannt wurde das Unternehmen durch seine zahlreichen Innovationen und die hohe Detailgenauigkeit seiner Modelle. Dies ist in erster Linie das Werk des Firmengründers Willy Ade. 

## Unternehmensgeschichte
Bevor Willy Ade (* 24. November 1923; † 27. Mai 2011) 1959 das Unternehmen Röwa gründete, hatte er bereits einige Jahre unter dem Markennamen WIAD („Willy Ade“) detaillierte Gebäudebausätze aus Kunststoff produziert und vermarktet. Das Unternehmen wurde verkauft, nachdem zwei Partner unerwartet verstorben waren.
Das von Willy Ade zusammen mit seinem Partner Horst Röchling gegründete Unternehmen Röwa (der Name war wiederum aus den Anfangsbuchstaben der beteiligten Personen zusammengesetzt) begann 1959, im Auftrag für den Spielwaren-Hersteller Trix zu arbeiten. Durch den Siegeszug der Kunststofftechnik bei den Konkurrenten wie Fleischmann oder Märklin war die Nürnberger Traditionsfirma mit ihren Produkten in klassischer Guss- und Blechbauweise ins Hintertreffen geraten. Da aus früheren Zeiten bereits Kontakte mit Willy Ade bestanden, bot sich eine Kooperation an – Röwa übernahm die Konstruktion und Fertigung der damals neuen Kunststoffmodelle für Trix. Es entstanden u. a. die Erz-Wagen und die Reisezugwagen in Kunststoffbauweise im Längenmaßstab 1:110, zudem konstruierte Ade Modelle wie den Adler, den VT 08 der DB oder den ELD der Nederlandse Spoorwegen für Trix.
Den Höhepunkt erreichte die Zusammenarbeit mit der „Super-Modellserie“ zwischen 1967 und 1968. In dieser Zeit wurden sehr detaillierte, filigran gestaltete Güterwagenmodelle sowie die Dampflok T 3 entwickelt. Das erste maßstäbliche Modell dieser Baureihe versetzte die Fachwelt in Erstaunen. Ades weitere Planungen sahen vor, die Produktion von Trix Express längerfristig auslaufen zu lassen und überwiegend Modelle für das Zweileiter-Gleichstromsystem Trix International anzubieten.
Die Zusammenarbeit zwischen Trix und Willy Ade, die sich über den gesamten Zeitraum hinweg als schwierig gestaltet hatte, endete nach internen Meinungsverschiedenheiten im Jahr 1968. Ades  Ideen waren stets auf Widerstand bei der damaligen Trix-Geschäftsleitung gestoßen, die die Kompatibilität mit älteren Trix-Produkten weiterhin gewährleisten wollte. So war die Entwicklung längerer Reisezugwagen anfangs mit der Begründung der nicht immer einwandfreien Befahrbarkeit der teils sehr engen Radien des Express-Systems abgewiesen worden.
Ab 1968, nach Beendigung der Kooperation mit Trix, begann Röwa schließlich, seine Produkte unter eigenem Namen selbst zu vermarkten. Zudem stieg die Rokal GmbH als Hauptgesellschafter ein – ein Zulieferbetrieb von Automobilteilen, der bis Anfang der 1970er Jahre auch Modelleisenbahnen der Nenngröße TT im Maßstab 1:120 fertigte. Ziel war eine Neuauflage der Rokal-TT-Bahn, allerdings ist es dazu nie gekommen. Das H0-Sortiment hingegen wurde konsequent ausgebaut und neben zahlreichen Fahrzeugen auch durch ein eigenes, sehr vorbildgetreues Gleissystem mit Böschungskörper aus Kunststoff erweitert.
Der Konkurs des Hauptgesellschafters Rokal im Jahr 1974 und der relativ kleine Marktanteil im Modellbahnsektor bedeutete 1975 auch das Aus für Röwa. Rokal wurde als Hersteller von Autoteilen (Vergaser) empfindlich von der Ölkrise der 1970er Jahre getroffen. Gründe für das Scheitern von Röwa lagen aber auch in einem eher geringen Marktanteil: Die Produkte von Röwa waren denen der lange etablierten Mitbewerber zwar in vielerlei Hinsicht überlegen und Röwa war technisch der Spitzenreiter in der Branche, doch führte diese Perfektion auch zu deutlich höheren Verkaufspreisen im Vergleich zu Konkurrenzprodukten. Für bessere Qualität mehr zu bezahlen, waren aber viele Modellbahner in den 1970er Jahren noch nicht bereit. Auch waren die angestammten Modellbahnhersteller Märklin, Fleischmann und Trix in den zahlreichen deutschen Spielwarenläden jeweils allerorts stark vertreten, Röwa als Neueinsteiger jedoch nicht, diese Modelle führten nur die wenigen speziellen Modellbahngeschäfte.

## Ehemaliges Sortiment
Röwa war in erster Linie ein Hersteller der Nenngröße H0, für die man ein Komplettsortiment mit eigenem Gleissystem anbot. Es wurden Lokmodelle (u. a. T 3, BR 216, E 60, E 91), Güterzug- und Reisezugmodelle sowie ein sehr detailliertes Modell der S-Bahn-Baureihe 420 angeboten. Neben den Containertragwagen und verschiedenen Typen von Containern gab es auch den Bausatz eines kompletten Containerkrans mit funktionierender Laufkatze zur Nachstellung des damals neu eingeführten Containerverkehrs. Das Gleissystem mit Böschungskörper und 2 mm hohen Schienenprofilen war seiner Zeit weit voraus und ist in seiner Vorbildtreue bis heute nicht erreicht. Die Fertigung der Produkte in Nenngröße N im Maßstab 1:160 war 1972 an Trix verkauft worden (Minitrix). Zur geplanten Neuauflage der Rokal-TT-Bahn unter Röwa-Regie ist es nicht mehr gekommen. 

## Verbleib der Röwa-Konstruktionen
Ein großer Teil der Werkzeuge (Formen) von Röwa wurde von Roco aufgekauft, die einen Teil der Modelle in überarbeiteter Form in ihr Programm nahm. Dieser Übernahme verdankte Roco letztendlich seinen schnellen Aufstieg zu einem der führenden Hersteller.
Die Modelle der preußischen Tenderlok T 3 gingen an die Fa. Merker + Fischer (M+F) in Fürstenfeldbruck, die Modelle der Baureihe 216 sowie der Güterwagen-Gattungen G 10 und Gr 20 wurden nach dem Ende von Röwa von keinem anderen Hersteller übernommen (Roco hatte bereits ein Modell der Baureihe 215 sowie entsprechende Güterwagenmodelle im Programm gehabt).
Das Röwa-Gleissystem ging an das Unternehmen Conrad (nicht zu verwechseln mit dem Elektronikversand Conrad Elektronik) in Röckenhof bei Nürnberg, wurde dort in stark vereinfachter Form (andere Verbindungstechnik und höheres Schienenprofil, daher nicht kompatibel) noch einige Zeit weiterproduziert. Inzwischen wurde die Modellbahnproduktion bei Conrad jedoch aufgegeben.
Willy Ade machte unter eigenem Namen (ade) einen Neuanfang und brachte bis in kleinste Details nachgebaute Reisezugwagen, nun im unverkürzten Längenmaßstab von 1:87. Die Modelle waren sowohl als Bausatz als auch als Fertigmodell erhältlich. Der im Lieferumfang der Ade-Wagen enthaltene Kurzkupplungskopf ähnelt dem originalen „Röwa-Matic“-Kupplungskopf, er ist jedoch spiegelbildlich zu diesem aufgebaut und daher nicht kompatibel. Nachdem Ades Unternehmen Anfang der 1990er Jahre zunächst die Produktion eingestellt hatte, gab es einen Neuanfang als Ade-Eisenbahn-Modelle Vertrieb Ulrike Ade.

## Bedeutende Neuerungen
Wichtige durch Röwa eingeführte Neuerungen waren u. a.:
- Siebdruck an Modellen statt erhabene Beschriftungen
- Klipstechnik („Snap In“) statt Schrauben/Nieten
- erste weniger stark verkürzte Modelle von Reisezugwagen im Längenmaßstab 1:100, die später auch von anderen Herstellern übernommen wurden
- vorbildgetreu detailliertes Gleissystem mit Böschungskörper und 2 mm hohen Schienenprofilen, das mehrfarbig gealtert geliefert wurde
- Kurzkupplung bei Wagenmodellen („Röwa-Matic“)
- mehrteilige und mehrfarbige Inneneinrichtung
- Innenbeleuchtung mit Verteilung der Lichtstrahlen durch Lichtleiter